# 黑加仑
黑加仑（學名：Ribes nigrum），又名黑醋栗、黑加倫子、黑豆果、黑茶藨子、黑穗醋栗，为虎耳草目茶藨子科小型灌木，其成熟果实为黑色小浆果，可以食用，也可以加工成果汁、果酱等食品，果實外觀近似葡萄，但實為不同目的植物。

## 歷史
黑加侖原生於中亞和東歐。早於古代已有野生品種分布在歐亞。到了16世纪，英國、荷蘭、德國皆開始人工栽培。有关黑加仑栽培的首次记录，出自英国17世纪初的药物志。因其果实和叶片的药用价值，而開始受到重视。

## 藥效
黑加仑含有非常丰富的维生素C、磷、镁、钾、钙、花青素、酚类物质。目前已经知道的黑加仑的保健功效包括预防痛风、贫血、水肿、关节炎、风湿病、口腔和咽喉疾病、咳嗽等。